# Пулемётный оптический прицел образца 1930
Пулемётный оптический прицел обр. 1930 устанавливался на Пулемёт «Максим» образца 1910 года и противотанковые пушки.

## Описание
Пулемётный оптический прицел обр. 1930 предназначается к пулемёту системы Максима. Он крепится с левой стороны пулемёта на особом кронштейне.
Оптический пулемётный прицел обр. 1930 г. применяется также на 37-мм противотанковой пушке обр. 1930 г.. Для этого у него изменяется дистанционная шкала и сетка.
Оптический прицел ПП обр. 1932 г. в основном аналогичен пулемётному оптическому прицелу обр. 1930 г., за исключением дистанционной шкалы и укреплённой конструкции, так как он предназначен для 45-мм противотанковой пушки обр. 1932 г..

## Технические характеристики

### Оптические
- Свободный диаметр объектива: 12 мм
- Свободный диаметр окуляра: 22 мм
- Увеличение: 2,0 крат
- Поле зрения: 20°
- Диаметр зрачка выхода: 6,0 мм
- Светосила: 36
- Удаление зрачка выхода от последней поверхности окуляра: 26,7 мм

### Габаритные
- Наибольшая длина прицела (без наглазника): 162 мм
- Наибольшая высота прицела (без наглазника): 135 мм
- Наибольшая ширина прицела (без наглазника): 90 мм

### Весовые
- Вес прицела: 1335 г
- Вес пальца с тягой: 975 г
- Вес кронштейна: 965 г[4]